# تا-ستي

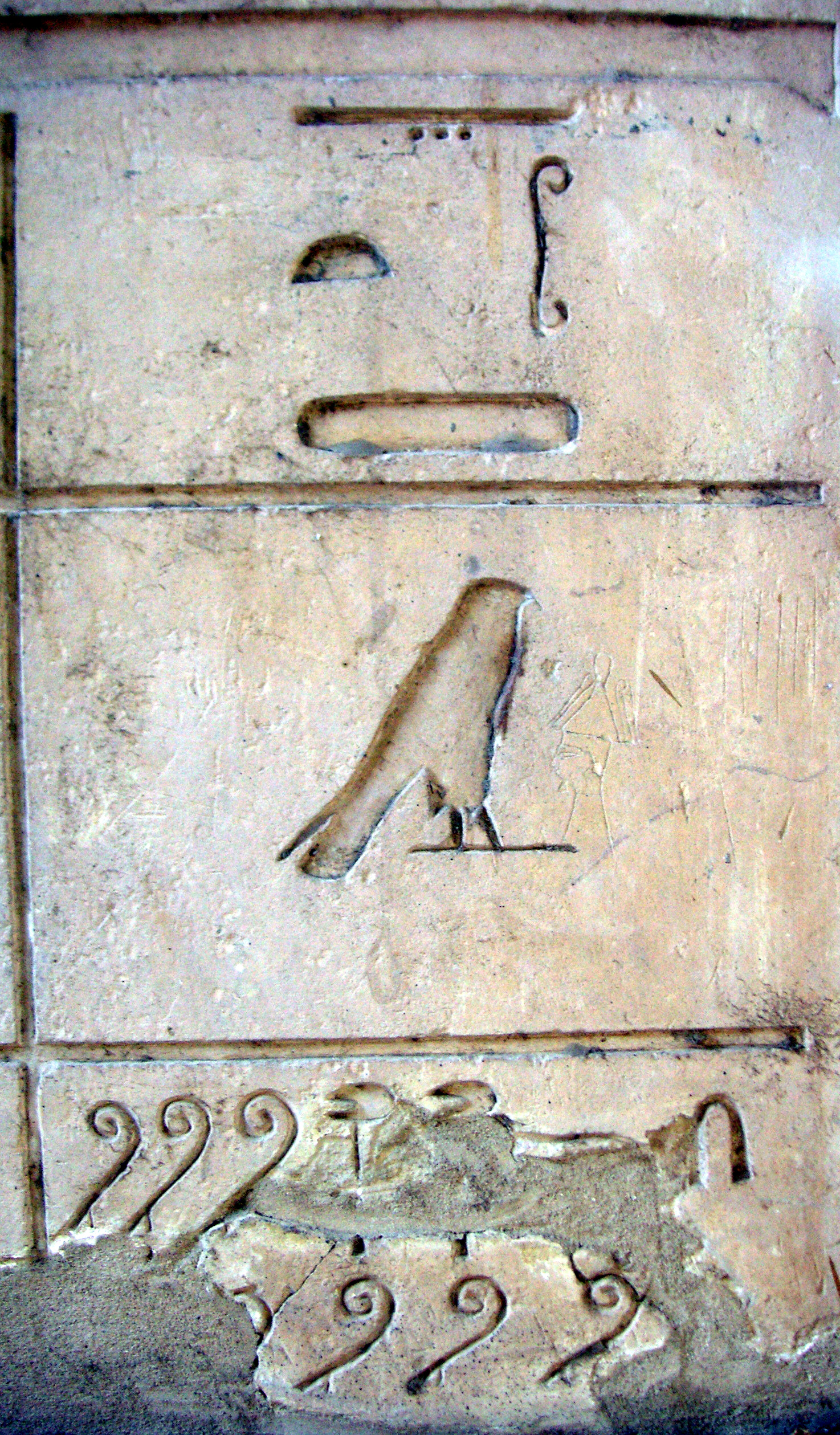
تا سيتي (العلوي) في الكرنك

تا ستي (أرض الأوقواس أو أرض الاله ساتت) كانت المقاطعة رقم 1 من مقاطعات مصر العليا القديمة.       كانت تا سيتي توجد علي المنطقة الحدودية نحو النوبة.
| N16 · T9A · R12 · N24 |

| N16 · T9A · R12 · N24 |

## التاريخ
كانت كل مقاطعة يحكمها أمير الذي يتواصل بشكل مباشر مع الفرعون.    
تبلغ مساحة المنطقة حوالي 2 تشا تا (حوالي 5.5 هكتار / 4.8 فدان ؛ 1 تشا تا تساوي حوالي 2.75 هكتار / 2.4 فدان) وحوالي 10،5 إيتيرو (حوالي 112 كم / 69،6 ميل ، 1 إيتيرو يساوي تقريبًا 10،5 كم / 6.2 ميل) في الطول. 
أهم مدن المقاطعة كانت إلفنتين وفيلة وكوم أمبو.     وكان الإله الرئيسي في المقاطعة حورس وعنقت، حتحور، إيزيس ، خنوم ، ساتت وسوبك. اليوم المنطقة جزء من محافظة أسوان .